# Lista de representantes permanentes do Tajiquistão nas Nações Unidas
Esta é uma lista de representantes permanentes do Tajiquistão, ou outros chefes de missão, junto da Organização das Nações Unidas em Nova Iorque.
O Tajiquistão foi admitido como membro das Nações Unidas a 2 de março de 1992.
| Início | Término | Representante permanente (Chefe de missão) | Cargo                    | Credenciais |
| ------ | ------- | ------------------------------------------ | ------------------------ | ----------- |
| 1992   | 1994    | Lakim Kayumov                              | Representante permanente |             |
| 1994   | 2005    | Rashid Alimov                              | Representante permanente |             |
| 2005   | 2013    | Sirodjidin Aslov                           | Representante permanente | 2005-12-14  |
| 2014   | atual   | Mahmadamin Mahmadaminov                    | Representante permanente | 2014-02-25  |